# Нелинейная задача собственных значений
Нелинейная задача собственных значений — это обобщение обычной задачи собственных значений до уравнений, зависящих от собственных значений нелинейно. В частности, эта задача относится к уравнениям вида
{\displaystyle A(\lambda )\mathbf {x} =0,\,}
где x — вектор (нелинейный «собственный вектор»), а A — функция, отображающая число {\displaystyle \lambda } (ненулевое «собственное значение») в матрицу. (В наиболее общем случае {\displaystyle A(\lambda )} может быть линейным отображением, но чаще всего это конечномерная, как правило квадратная, матрица). От A обычно требуется, чтобы функция была голоморфной от {\displaystyle \lambda } (в некоторой области определения).
Например, обычная задача собственных значений {\displaystyle B\mathbf {v} =\lambda \mathbf {v} }, где B — квадратная матрица, соответствует функции {\displaystyle A(\lambda )=B-\lambda E}, где E — единичная матрица.
Часто в качестве A появляется лямбда-матрица (матрица многочленов), и тогда задача называется полиномиальной задачей собственных значений. В частности, когда многочлены имеют степень два, задача называется квадратичной задачей собственных значений и может быть записана в виде
{\displaystyle A(\lambda )\mathbf {x} =(A_{2}\lambda ^{2}+A_{1}\lambda +A_{0})\mathbf {x} =0,\,}
в терминах постоянных квадратных матриц {\displaystyle A_{0,1,2}}. Такие задачи широко распространены в области динамического анализа механических конструкций. В этом случае обычно матрица жёсткости {\displaystyle A_{0}} и матрица масс {\displaystyle A_{2}} являются симметричными положительно (полу)определёнными матрицами. Ещё одним важным источником задач такого вида является моделирование вибраций вращающихся конструкций. Задача может быть сведена к обычной линейной обобщённой задаче собственных значений удвоенного размера путём определения нового вектора {\displaystyle \mathbf {y} =\lambda \mathbf {x} }. В терминах x и y квадратичная задача превращается в
{\displaystyle {\begin{pmatrix}A_{0}&A_{1}\\0&E\end{pmatrix}}{\begin{pmatrix}\mathbf {x} \\\mathbf {y} \end{pmatrix}}=\lambda {\begin{pmatrix}0&-A_{2}\\E&0\end{pmatrix}}{\begin{pmatrix}\mathbf {x} \\\mathbf {y} \end{pmatrix}},}
где E — единичная матрица. В более общем случае, если A является матрицей многочленов порядка d, задачу можно свести к линейной (обобщённой) задаче собственных значений d-кратного размера.

## Методы решения
Методы решения можно разделить на 3 группы
1. Методы линеаризации с полиномиальной или рациональной матрицей. В результате линеаризации получают задачу с пучком матриц большого порядка. Такие методы нацелены на поиск небольшого количества интересующих собственных значений и собственных векторов.
2. Методы уточнения. В данный класс попадает большинство существующих методов решения задачи (метод Кублановской, метод обратной итерации и его разновидности и др.). Суть методов состоит в последовательном поиске собственного значения из начального приближения. Сюда входят метод Мюллера и метод Ньютона (классический представитель класса методов первого порядка), методы Халлея и Лагерра (методы второго порядка).
3. Методы отделения корней. Сюда входят методы, основанные на поиске корней детерминантного уравнения. Методы данной группы используются для поиска приближений к собственным значениям.